# 彼得·卡尔索普
彼得·卡尔索普（英語：Peter Calthorpe，1949年—）是一位来自旧金山的建筑师、城市设计师和城市规划师。他是新城市主义大会的创始成员，该大会是一个总部位于芝加哥的倡导组织，成立于1992年，旨在促进可持续建筑实践。

## 生平
卡尔索普生于伦敦，在帕洛阿尔托长大。后来他上了耶鲁建筑学院。
在1986年，他与Sim Van der Ryn西姆·范·德·莱恩一起出版了《可持续社区》（Sustainable Communities）。20世纪90年代初，他在《未来美国大都市：生态·社区·美国梦》中提出并强调了公共交通导向型开发（TOD）。
他曾在加州大学伯克利分校、華盛頓大學、俄勒岡大學和北卡罗来纳大学任教。
1989年，他提出了“步行口袋”（Pedestrian Pocket）的概念，即110英畝（45公頃）左右的步行友好、与大运量交通相连、功能混合的城区，其中心设有公园。步行口袋混合了低层高密度住宅、商业和零售用途。这个概念与埃比尼泽·霍华德的田园城市有许多相似之处，旨在成为当时通常的低密度郊區住宅开发项目的替代方案。

## 个人生活
他与Jean Driscoll结婚，生有三个孩子：Lucia、Jacob和Asa。他的姐姐/妹妹（sister，长幼关系不详）黛安娜·卡尔索普（Diana Calthorpe）与房地产开发商人Jonathan F.P. Rose结婚。他的侄女是艺术家雷切尔·罗斯（Rachel Rose）。

## 著作
- Calthorpe, Peter and Sim Van der Ryn (1986). Sustainable Communities: A New Design Synthesis for Cities, Suburbs and Towns. San Francisco: Sierra Club Books. ISBN 0-87156-629-X
- Calthorpe, Peter: The Pedestrian pocket, in Doug, Kelbaugh (ed.) Pedestrian Pocket Book, 1989
- Calthorpe, Peter: The Next American Metropolis: Ecology, Community, and the American Dream, Princeton Architectural Press, 1993
  - 简体中文版：郭亮 译，《未来美国大都市：生态·社区·美国梦》，中国建筑工业出版社，2009-9. ISBN 9787112109357
- Calthorpe, Peter and Fulton, William: The Regional City, Island Press, 2001
  - 简体中文版：叶齐茂、倪晓晖 译，《区域城市——终结蔓延的规划（第四版）》， 江苏凤凰科学技术出版社，2007-4. ISBN 9787553794945
- Calthorpe, Peter: Urbanism in the Age of Climate Change, Island Press, 2010
  - 简体中文版：彭卓见 译，《气候变化之际的城市主义》，中国建筑工业出版社，2012-10. ISBN 9787112145324
- 彼得·卡尔索普、杨保军、张泉. . 中国建筑工业出版社. 2014-01-01. ISBN 9787112156818 （中文（中国大陆））.
- 卡尔索普事务所、宇恒可持续交通研究中心、高觅工程顾问公司. . 中国建筑工业出版社. 2017. ISBN 9787112212927 （中文（中国大陆））.